# 那大紫玉盘
那大紫玉盘（学名：Uvaria macclurei）是番荔枝科紫玉盘属的植物。分布在台湾以及中国大陆的广西、云南、广东等地，生长于海拔1,300米至1,350米的地区，常生长在山谷疏林中或山坡灌木丛中，目前尚未由人工引种栽培。

## 异名
- Uvaria dolichoclada Hayata